# 尾島圭美
尾島 圭美（おじま よしみ、1981年10月22日 - ）は、日本の元女性声優。東京都出身。

## 人物
声種はメゾソプラノ。
趣味は音楽を聴いてLIVEへ行く事。特技は、6歳から続けている茶道（表千家）。
2009年5月までは東京俳優生活協同組合に所属し、その後プロダクション・エースに所属。2012年3月末限りで引退した。

## 出演作品

### ゲーム
- バテン・カイトス 終わらない翼と失われた海（クィス、少年、精霊）
- 無限のフロンティア スーパーロボット大戦OGサーガ
- ロード オブ アルカナ（バトルボイス）
- LORD of VERMILION（アルラウネ、バーバ・ヤーガ）

### 吹き替え
- マイガール

### ラジオ
- 智一・美樹のラジオビッグバン（文化放送）第2期BGPアシスタント
- ラジオでひなたぼっこ革命（音泉:2009年1月30日 - 7月31日）

#### ラジオドラマ
- VOMIC まつりスペシャル（女子高生）

### CDドラマ
- ナースウィッチ小麦ちゃんマジカルて

### テレビ
- TOKYO MX「東京シティ競馬中継」司会者（2007年3月16日まで）
- Club AT-X（アニメシアターX）番組リポーター
- GOLDEN TIME 2005 踊る春の新作大走査線（アニメシアターX）番組リポーター

### その他
- リーディングライブイベント『ひなたぼっこ革命』（苺みるくましゅまろ）